# Oreoloma violaceum
Oreoloma violaceum là một loài thực vật có hoa trong họ Cải. Loài này được Botsch. mô tả khoa học đầu tiên năm 1980.